# Berlínská církevní provincie

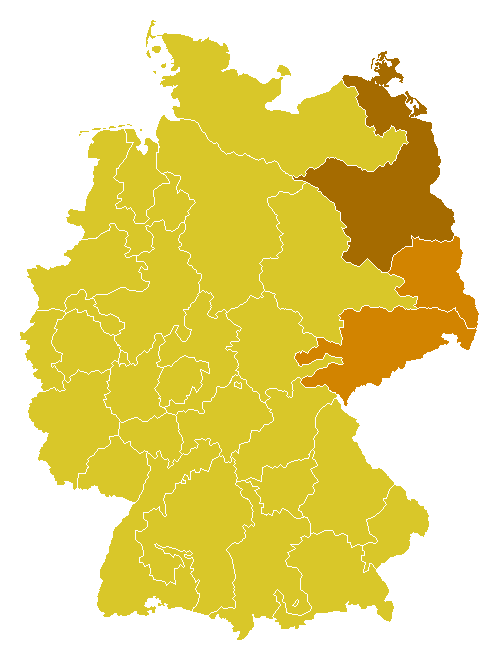
Berlínská církevní provincie na mapě Německa

Berlínská církevní provincie je církevní provincie římskokatolické církve v Německu. Byla založena roku 1994 a zahrnuje berlínskou arcidiecézi spolu s drážďansko-míšeňskou a zhořeleckou diecézí. Od roku 2015 je jejím metropolitou Heiner Koch.

## Vymezení
Církevní provincie zaujímá velkou část východní části Německa. Zahrnuje hlavní město Berlín, Přední Pomořansko, většinu Saska a Braniborska a také malé části Saska-Anhaltska a Durynska. Největší část provincie tvoří arcidiecéze berlínská, rozkládající se mezi Dolní Lužicí a Baltským mořem. Plocha církevní provincie činí 57 867 km².

## Historie
Protestantští králové Pruska ve svém hlavním městě žádné katolické biskupy nestrpěli. Samostatná berlínská diecéze tak mohla vzniknout až po pádu monarchie během Výmarské republiky. Samostatná církevní provincie vznikla 27. června 1994, kdy papež Jan Pavel II. povýšil apoštolskou konstitucí Certiori christifidelium berlínskou diecézi na arcidiecézi a podřídil jí drážďansko-míšeňskou a zhořeleckou diecézi.

## Členění
K Berlínské církevní provincii patří:
- Arcidiecéze berlínská
  - Diecéze zhořelecká
  - Diecéze drážďansko-míšeňská

## Metropolité
- 1994–2011 Georg Sterzinsky
- 2011–2014 Rainer Maria Woelki
- od 2015 Heiner Koch